# The Almost
The Almost este o formație de muzică rock din Clearwater, Florida, înființată în anul 2005, ca proiect al toboșarului de la Underoath, Aaron Gillespie.
Nu se cunoaște cu exactitate data formării trupei The Almost. Aaron și-a făcut timp pentru trupa în 1 octombrie 2005. Pe 4 octombrie 2005 a lansat două melodii demo pentru "I Mostly Like to Copy Other People" și "They Say You Can Never Write I Told You So in a Song But Here I Go".
Aaron a lucrat cu Kenny Vasoli, înregistrând piesa numită "Youle Be Sorry", în albumul Happy Christmas Volume 4, produs de firma Tooth and Nail Records. Gillespie a scris versurile tuturor pieselor pe când înregistra "Define The Great Line" cu Underoath.